# Wright Hill
Wright Hill är en kulle i Antarktis. Den ligger i Östantarktis. Australien gör anspråk på området. Toppen på Wright Hill är 1 848 meter över havet, eller 7 meter över den omgivande terrängen. Bredden vid basen är 0,51 km.
Terrängen runt Wright Hill är varierad. Trakten är obefolkad. Det finns inga samhällen i närheten. 